# Berrueco
Berrueco är en kommun i Spanien.   Den ligger i provinsen Provincia de Zaragoza och regionen Aragonien, i den nordöstra delen av landet, 200 km öster om huvudstaden Madrid. Arean är 19,5 kvadratkilometer.
Terrängen i Berrueco är platt åt sydväst, men åt nordost är den kuperad.